# Pseudozioidea
Super-famille
Les Pseudozioidea sont une super-famille de crabes. Elle comprend trois familles.

## Liste des familles
Selon World Register of Marine Species (4 juillet 2016) :
- famille Christmaplacidae Naruse & Ng, 2014
- famille Pilumnoididae Guinot & Macpherson, 1987
- famille Planopilumnidae Serène, 1984
- famille Pseudoziidae Alcock, 1898

## Référence
- Alcock, 1898 : Materials for a carcinological fauna of India. No. 3. The Brachyura Cyclometopa. Part I. The family Xanthidae. Journal of the Asiatic Society of Bengal, vol. 67, n. 2, p. 67–233.

## Sources
- Ng, Guinot & Davie, 2008 : Systema Brachyurorum: Part I. An annotated checklist of extant brachyuran crabs of the world. Raffles Bulletin of Zoology Supplement, n. 17 p. 1–286.